# Macedonia (Ohio)
Macedonia és una població dels Estats Units a l'estat d'Ohio. Segons el cens del 2000 tenia 9.224 habitants.

## Demografia
Segons el cens del 2000, Macedonia tenia 9.224 habitants, 3.276 habitatges, i 2.656 famílies. La densitat de població era de 367,9 habitants per km².
Dels 3.276 habitatges en un 38% hi vivien nens de menys de 18 anys, en un 71,8% hi vivien parelles casades, en un 6,9% dones solteres, i en un 18,9% no eren unitats familiars. En el 16,2% dels habitatges hi vivien persones soles el 4,5% de les quals corresponia a persones de 65 anys o més que vivien soles. El nombre mitjà de persones vivint en cada habitatge era de 2,82 i el nombre mitjà de persones que vivien en cada família era de 3,17.
Per edats la població es repartia de la següent manera: un 26,7% tenia menys de 18 anys, un 6% entre 18 i 24, un 30,9% entre 25 i 44, un 27,2% de 45 a 60 i un 9,2% 65 anys o més.
L'edat mediana era de 38 anys. Per cada 100 dones de 18 o més anys hi havia 97,7 homes.
La renda mediana per habitatge era de 68.908 $ i la renda mediana per família de 77.125 $. Els homes tenien una renda mediana de 50.187 $ mentre que les dones 31.820 $. La renda per capita de la població era de 27.739 $. Aproximadament el 0,8% de les famílies i l'1,5% de la població estaven per davall del llindar de pobresa.

## Poblacions més properes
El següent diagrama mostra les poblacions més properes.